# Kenneth Cameron, Baron Cameron of Lochbroom
Kenneth John Cameron, Baron Cameron of Lochbroom (* 11. Juni 1931 in Edinburgh; † 28. Januar 2025) war ein britischer Jurist und Life Peer.

## Leben und Karriere
Cameron wurde in Edinburgh als Sohn von John Cameron, Lord Cameron und Eileen Dorothea Cameron († 1943) geboren und besuchte die Edinburgh Academy, das Corpus Christi College der Universität Oxford und die University of Edinburgh.  An der University of Edinburgh erwarb er den Bachelor of Law. Am Corpus Christi College der Universität Oxford schloss er mit einem Master of Arts ab. Von 1950 bis 1952 diente er in der Royal Naval Volunteer Reserve. 1950 wurde er Lieutenant.
1958 wurde er Rechtsanwalt und 1972 Kronanwalt.
Cameron war von 1964 bis 1971 Syndikus und Rechtsberater (Standing Junior Counsel) des Transportministeriums; von 1971 bis 1972 in dieser Funktion dann beim Energieministerium. Von 1966 bis 1981 war er Vorsitzender der Industrial Tribunals Scotland. Er wurde 1976 zum Präsidenten des Pensions Appeal Tribunal für Schottland (bis 1984, sowieso 1975 dessen Vorsitzender [Chairman]) und 1980 Vorsitzender (Chairman) des Untersuchungsausschusses gemäß dem Agricultural Marketing Act 1958.
Er wurde 1981 Advocate Depute und wurde 1984 zum Lord Advocate ernannt. Er blieb bis 1989 im Amt. 1989 wurde er Senator of the College of Justice, was er bis 2003 blieb.
1984 war er Vorsitzender Richter (Bencher) bei der Anwaltskammer Lincoln’s Inn. Cameron war Vorsitzender der Royal Fine Art Commission for Scotland von 1995 bis zu deren Abschaffung 2005. Von 1997 bis 2010 war er Chancellor’s Assessor (Kämmerer) der University of Edinburgh.
Er war seit 1990 Fellow der Royal Society of Edinburgh. Er war Ehrenpräsident der Edinburgh University Sports Union. 1994 wurde er Honorary Fellow der Royal Corporation of Architects of Scotland. 2004 wurde Cameron zum Royal Scottish Academician der Royal Society of Arts. Er war nominelles Mitglied des Carnegie Trust.
Cameron lebte in Edinburgh und zog 2005 nach East Lothian, bzw. Musselburgh.

## Mitgliedschaft im House of Lords
Cameron wurde bei seiner Ernennung zum Lord Advocate gleichzeitig am 8. Juni 1984 zum Life Peer als Baron Cameron of Lochbroom, of Lochbroom in the District of Ross and Cromarty ernannt. Auch wurde er Mitglied des Privy Council. Seine offizielle Einführung ins House of Lords erfolgte am 20. Juni 1984 mit der Unterstützung von John Ganzoni, 2. Baron Belstead und James Mackay, Baron Mackay of Clashfern. Seine Antrittsrede hielt er am 28. Juni 1984 zur Prescription and Limitation (Scotland) Bill. Bis 1988, 1990 und 1992 bis 1993 meldete er sich regelmäßig zu Wort. Im Anschluss sprach er dort erst wieder 2003. Bis 2009 sprach er dort wieder regelmäßiger, um dann sich wieder zur Scotland Bill zu melden.
Das Amt des Lord Advocate bekleidete er bis 1989.
An Sitzungstagen war er sehr unregelmäßig, im ein- bis geringen zweistelligen Bereich, anwesend. Dennoch meldete er sich öfters zu Wort. Am 21. April 2016 trat er gemäß den Regelungen des House of Lords Reform Act 2014 in Ruhestand und schied aus dem House of Lords aus.

## Familie
Cameron heiratete 1964 Jean Murray, die Tochter von Colonel Granville Murray. Zusammen hatten sie zwei Töchter.